# ノンラー

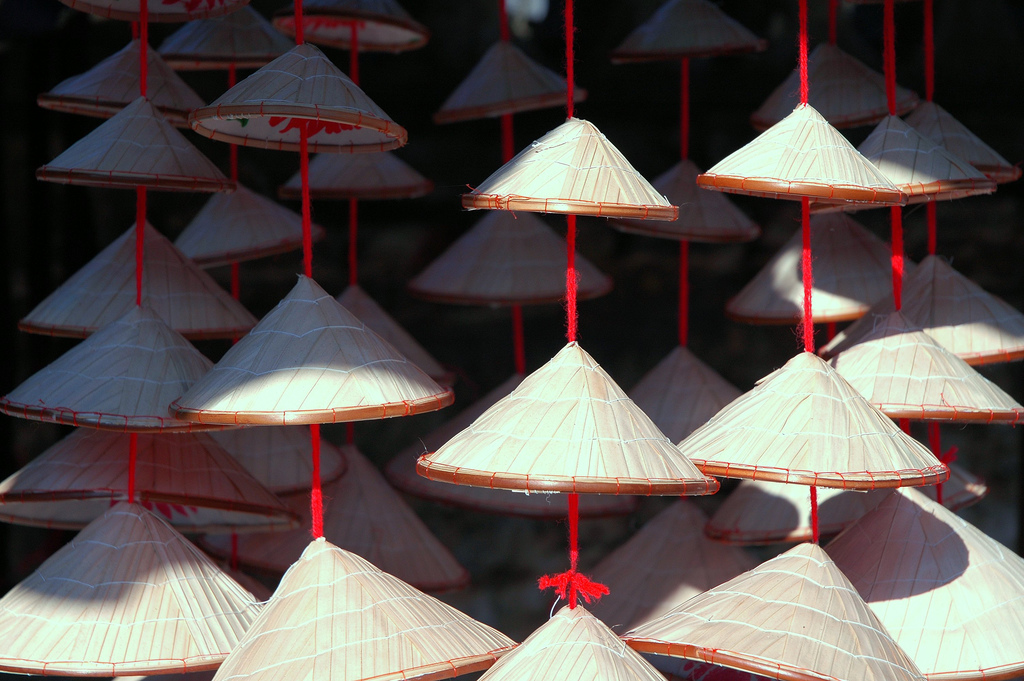
ノンラー

ノンラー（ベトナム語: Nón lá, 𥶄蘿、Nón tơi、𥶄哉、中国語: 簑笠）とは、ベトナム全土で用いられる円錐形の、ラタニアの木の葉でできた帽子、ベトナム人（キン族）の伝統的な葉笠のことである。現地ではノンと呼ばれることも多い。Nón は笠、tơi は葉の意味。男性用と女性用があり、一般的に平らなノンラーが女性用である。

## 用途
日よけの役割が最大の用途であるが、多少の雨を避けるのにも円錐形の形状が役立っている。

## 産地
ベトナム全土で生産されるが、最も著名な産地は中部の古都フエである。フエのノンラーは品質がよいことで知られ、透かし模様や刺繍入りの美しいノンラーをつくる技術を持つ職人が多いとされる。フエの市街地とその東方の南シナ海岸とのあいだに広がる田園地帯にはノンラーで生計を立てている人々が居住する村落も点在する。
北部のハノイ郊外ではハータイ省チュオン村が有名である。

## ノンバイトー
ノンラーのなかで特に美しいとされているのがフエの特産ノンバイトーである。一見普通のノンラーだが、光にかざすとフエの情景や詩が浮かび上がるようにつくられたもので、2層になった葉の間に切り絵された型紙をはさんでつくる伝統工芸品である。

## ノンラーとベトコン
ノンラーは、黒い農民服と共に、ベトナム戦争時の南ベトナム解放民族戦線（ベトコン）のイメージとして描かれることが多い。ゲリラ兵であり、正規軍ではないベトコンの服装が、ベトナム戦争当時の一般的なベトナム人農民や市民とほとんど変わらない格好であったことから、ノンラーが分かりやすい、ベトコンの服装スタイルの一種として定着したと言われている。またアメリカ映画で、ベトナム戦争を扱った映画に登場するベトコンも、ノンラーと農民服という服装であることが多い。だが実際には、必ずしもベトコンがノンラーをかぶっていたわけではない。